# Stă să plouă cu chiftele (film)
Stă să plouă cu chiftele (în engleză Cloudy with a Chance of Meatballs) este un film american de comedie științifico-fantastică animat pe calculator din anul 2009, produs de Columbia Pictures și Sony Pictures Animation și distribuit de Sony Pictures Releasing. Bazat vag pe cartea pentru copii din 1978 cu același nume de Judi și Ron Barrett, a fost scris și regizat de Phil Lord și Christopher Miller în debutul lor regizoral și joacă vocile lui Bill Hader, Anna Faris, Bruce Campbell, James Caan, Bobb'e J. Thompson, Andy Samberg, Mr. T, Benjamin Bratt, Neil Patrick Harris, Al Roker, Lauren Graham și Will Forte . În film, un inventator aspirant numit Flint Lockwood dezvoltă o mașină care poate converti apa în alimente în urma unei serii de experimente eșuate. După ce utilajul câștigă atenție și începe să dezvolte furtuni alimentare, Flint trebuie să distrugă mașina pentru a salva lumea. 
Filmul a avut premiera în Los Angeles pe 12 septembrie 2009 și a fost lansat în Statele Unite, șase zile mai târziu, pe 18 septembrie, de Sony Pictures Release, sub eticheta Columbia Pictures . Acesta a câștigat peste 243 de milioane de dolari la nivel mondial cu un buget de 100 de milioane de dolari,  și în general a primit laude critice față de vizualurile sale colorate, umorul, caracterizările și acțiunea vocală, în timp ce desenele și personajele simple ale personajului au fost în mare parte criticate. De atunci, filmul a fost extins într-o franciză, cu o continuare, Stă să plouă cu chiftele 2, lansată pe 27 septembrie 2013, precum și un serial de televiziune animat bazat pe filmul care a avut premiera la Cartoon Network pe 20 februarie 2017, fără ca niciunul din distribuția inițială să se întoarcă.